# شهرستان سالین (میزوری)
شهرستان سالین، میزوری (به انگلیسی: Saline County, Missouri) یک سکونتگاه مسکونی در ایالات متحده آمریکا است که در میزوری واقع شده‌است.